# Francia irodalom
Francia irodalom alatt francia emberek által francia nyelven vagy Franciaország más nyelvein, nyelvjárásain írt irodalmat értjük (lásd az utolsó szakaszt). A más országokban (mint Belgium, Svájc, Kanada, Szenegál, Algéria, Marokkó stb.) franciául írt irodalmat frankofón irodalomnak hívják. A tárgyat hatalmas terjedelme miatt történelmi korszakok szerint szokták felosztani középkori, reneszánsz, 17. századi, 18. századi, 19. századi, 20. századi és kortárs francia irodalomra. Ez a szócikk egy általános összefoglalót tartalmaz.

## Középkor
- Turoldus: Roland-ének
- Chrétien de Troyes (1135?–1190?) a középkori regény  műfajának egyik legjelentősebb alakja, művei az Artúr-mondakörhöz kapcsolódnak.
- Ismeretlen szerző: Aucassin és Nicolette: középkori lovagregény
- Pierre Abélard (1079–1142) filozófus, költő; himnuszokat írt.

## Reneszánsz
- François Villon

## 17–18. század
- La Fontaine (1621–1695) állatmesékbe foglalt tanulságos történeteket.

A francia dráma fejlődése a 17. században
- Nicolas Boileau-Despréaux (1636–1711) Ars poetica (1677) című művében fekteti le a dráma elméletének alapjait.

A francia klasszicista dráma kiemelkedő képviselői:
- Pierre Corneille (1606–1684), jelentős drámája a Cid.
- Jean Racine (1639–1699), a görög tragédiák kiváló ismerője, legismertebb alkotása a Phaedra.
- Molière (Jean Baptiste Poquelin) (1622–1673)

A francia felvilágosodás irodalma
- René Descartes (1596–1650) elsősorban a filozófiája hat.
- Encyclopédie

Az elmélkedők
- Montesquieu (Charles de Sécondat) (1689–1755)
- Voltaire (François – Marie Arouet) (1694–1778)
- Denis Diderot (1713–1784)

A szentimentalizmus képviselői
- Jean-Jacques Rousseau (1712–1778)
- Prévost abbé (Prévost d’Exiles, Antoine Francois) (1697–1763)

A szabadszájúság képviselői
- Pierre Ambroise Choderlos de Laclos (1741–1803)
- Pierre-Augustin Caron de Beaumarchais (1732–1799)

A forradalmárok
- Jean-Paul Marat (1743–1793)
- Maximilien de Robespierre (1758–1794)
- Rouget de Lisle (1760–1836) Franciaország himnusza

## 19. század
Francia romantika
1. A romantika első képviselői
- André Chénier (1762–1794)
- Madame de Staël (1766–1817)
- François-René de Chateaubriand (1768–1848)
- Benjamin Constant (1767–1830)
- Alphonse de Lamartine (1790–1869)

2. A romantika virágkorának alkotói
- Victor Hugo (1802–1885)
- Alfred de Vigny (1797–1863)
- Alfred de Musset (1810–1857)
- George Sand (1804–1876)
- Théophile Gautier (1811–1872)
- Id. Alexandre Dumas (1802–1870): A három testőr, Monte-Cristo grófja, és Ascanio regényeinek írója.
- Gérard de Nerval (1808–1855)
- Eugène Sue (1804–1857)
- Pierre-Jean de Béranger (1780–1857)
- Charles-Augustin Sainte-Beuve (1804–1869)

Francia realista irodalom
- Prosper Mérimée (1803–1870)
- Stendhal (1783–1842)
- Honoré de Balzac (1799–1850)
- Ifj. Alexandre Dumas (1824–1895): regény és drámaíró, A kaméliás hölgy megalkotója.
- Gustave Flaubert (1821–1880)
- Edmond de Goncourt (1822–1896)
- Charles De Coster (1827–1879)
- Eugène Scribe (1791–1861)
- Victorien Sardou (1831–1908)
- Guy de Maupassant (1850–1893)
- Alphonse Daudet (1840–1897): regényíró, a realista próza alakja, aki nagy közönségsikert ért el életében.

Francia naturalizmus irodalma
- Émile Zola (1840–1902)

A költészet forradalma
- Charles Baudelaire: 1859-es kötetével, a Romlás virágaival a szimbolizmus elindítója
- Paul Verlaine: az impresszionizmus és szimbolizmus képviselője
- Arthur Rimbaud: a kölyök zseni, egész életművét 16 és 19 éves kora között írta
- Stéphane Mallarmé: Claude Monet barátja, szimbolista-impresszionista

Újromantika
- Edmond Rostand: A Cyrano de Bergerac írója
- Ifj. Dumas: A kaméliás hölgy

## 20. század
A francia líra fejlődése és jellemzői
A 20. század elején mély szakadék tátongott a költészet és a közönség között, a költők alig vettek tudomást a technika változásáról. A költők a nyelvi kifejezés mágikus hatalmát firtatták, a végtelent kívánták megragadni. A különböző irányok és iskolák más-más oldalról közelítették meg a valóságot, szinte párhuzamosan létezett romornizmus, unanimizmus, naturalizmus, intimizmus, futurizmus, kubizmus, dadaizmus. Közös jellemzőjüknek tekinthető azonban a mindent újrakezdés kívánsága és az egyetemessé tágult lázadás. A költő szembefordul nemcsak a polgársággal, hanem az egész abszurdnak érzett élettel. „A költemény nem egy személynek, hanem mindenkinek a műve” (Lautréamont). A költészetben az alkotás nem a kész műben, hanem lelkiállapotban, életérzésben nyilvánul meg.
A líra fejlődését a kor legjelentősebb költőinek művészetében követhetjük nyomon.
- Guillaume Apollinaire (Wilhelm Apollinaris de Kostrowitzky) (1880–1918)
- Paul Valéry (1871–1945)
- Blaise Cendrars (1887–1961)
- Paul Éluard (Eugéne Grindel) (1895–1952)
- Tristan Tzara (1896–1963)
- Georges Perec (1936–1982)
- Patrick Modiano (1945–)
- Michel Tournier (1924–2016)

## A francia irodalom hatása
A francia nyelv a latinból származik, elsősorban kelta és frank hatásokkal. A 11. századtól létező középkori francia nyelven írt irodalom Nyugat-Európában az egyik legrégibb nemzeti nyelven írt irodalom, a középkori irodalom elsődleges forrása a kontinensen.
Noha a francia irodalomnak ez a kitüntetett szerepe a 14. században az itáliai nemzeti nyelven készült irodalom hatására (ld. az Itáliai reneszánsz: Irodalom és költészet c. szakaszát a reneszánsz szócikkben) némileg elhalványult, a 16. században alkotói szempontból jelentős átalakuláson ment keresztül és a 17. századra az európai irodalom meghatározó elemévé vált.
A 18. században a franciában külön irodalmi nyelv alakult ki (lingua franca) és egész Nyugat-Európa valamint Amerika diplomáciai nyelvének szerepét is betöltötte. A francia nyelvű írások mély hatást gyakoroltak az összes európai és az amerikai irodalom alakulására, ugyanakkor rá is erős hatást gyakoroltak a többi nemzet irodalmi hagyományai (például a brit vagy a német romantika a 19. században). A 19. század és a 20. század francia irodalmi fejlődése különösen erős hatást gyakorolt a modern világirodalomra, főként a szimbolizmus, a naturalizmus, Balzac, Zola és Proust szépprózája, a szürrealizmus, az egzisztencializmus és az abszurd színház stílusaiban és műfajaiban.
A francia imperializmus és gyarmatosítás az amerikai, az afrikai térségben és a Távol-Keleten a francia nyelvet a nem európai kultúrák számára is használható közelségbe hozta, amelyek a nyelvet sajátosan átalakítva úgyszintén jelentősen hozzájárultak a francia irodalom által nyújtott élmények és tapasztalatok bővüléséhez.
Az ancien régime arisztokratikus eszméi, a forradalmat követő nacionalista szellem és a modern Franciaország harmadik köztársaságának tömegoktatási elvei egyaránt erős hatást gyakoroltak arra a folyamatra, amelynek során a francia irodalmi örökség a francia kultúra részévé vált. Napjainkban a francia oktatásban a prózára, a (gyakran fejből idézett) költészetre és a színházra is nagy hangsúlyt helyeznek. Az állam jelentősen támogatja az irodalmi munkákat, az irodalmi díjak kiemelt hírnek számítanak, a Francia Akadémia (Académie Française) és a Francia Intézet (Institut de France) összefogja Franciaország legfontosabb nyelvi és művészeti intézeteit, a francia televízió pedig írókról és költőkről készít és vetít filmeket, amire meglehetősen nagy az igény, az irodalmi és művészeti témákról szóló heti beszélgetős műsor, az 'Apostrophes' az egyik legnagyobb nézettséget érte el Franciaországban. Az amerikai irodalmi környezettől némileg eltérő módon, az irodalom a francia embereket mélyen foglalkoztatja és öntudatuk formálásában fontos szerepet tölt be.

## Vallon irodalom
A vallonok francia nyelvű irodalma Belgium irodalmi életének alkotja részét.
Mivel Belgium kétnyelvű ország, ezért a belga irodalom – az országban főként (a kisebbségi német mellett) beszélt két nyelv, a francia és a flamand nyelv (holland nyelv) szerint – részben a francia irodalomhoz, részben pedig a holland irodalomhoz kapcsolódik.
A vallon irodalom kezdetét 1856-tól, az Ulenspiegel című lap megjelenésétől számítják, amelynek alapítói a neves belga író, Charles de Coster és a híres festő, Félician Rops.

## Frankofón irodalom
Frankofón irodalomnak nevezzük a francia nyelven írott irodalmakat. Gyakran rosszul értelmezik a kifejezést, amikor csak Franciaországon kívüli frankofón országokra vonatkoztatják, azonban ebbe a francia irodalom is beletartozik, azaz a francia szerzők írásai is. Ezért a frankofón irodalom a világ összes francia nyelven írott irodalmára vonatkozik. Valójában a frankofón családba tartozik minden franciául írt irodalom, ahol a francia vagy anyanyelv  (ahogy  Franciaországban, Kanadában, Belgium, Luxemburg és Svájc bizonyos részein), vagy hivatalos- (például Marokkóban, Algériában, Tunéziában, 16 nyugat-afrikai országban, és Közép-Afrika nagy részén) vagy csak valamiféle közvetítőnyelv (amit például üzleti vagy kulturális célokra használnak).

## Franciaország dialektusainak és más nyelveinek irodalma
A francia nyelven írt mellett Franciaország kultúrájához tartozik a francia nyelv dialektusain és az országban használt más nyelveken írt irodalom is. A mai Franciaországot alkotó különböző területek egyes nyelvein már a középkorban kialakultak az irodalmi hagyományok, mint például a francia nyelv normandiai dialektusán írt vagy a provanszál irodalom.
A helyi nyelvek irodalma a francia nyelv általánossá válása és az uralkodó francia irodalmi modell hatásai ellenére is tovább bővült a 18. századig. A 19. században a szélesebb közönséget elérő irodalmi és helyi lapokkal társulva tudatos nyelvújító mozgalmak indultak, többek között ennek eredménye a virágzó irodalmi termést nyújtó normandiai dialektus, vagy a provanszál kultúra terjesztésével foglalkozó Félibrige Provence-ban, melynek alapítóját, Frédéric Mistral provanszál költőt 1904-ben irodalmi Nobel-díjjal jutalmazták.
A breton nyelvű irodalom a nyelvet beszélők számának csökkenése ellenére az 1920-as években felélénkült. 1925-ben Roparz Hemon létrehozta a Gwalarn folyóiratot, ami különböző műfajú munkák megjelentetésével és nemzetközileg ismert művek bretonra fordításának javaslataival tett kísérletet a nyelv nemzetközi szintűvé tételére. 1946-ban a Gwalarn szerepét az Al Liamm vette át és más lapok is megjelentek, így az amúgy csekély elterjedésű breton nyelvnek komoly irodalma alakult ki.
A francia nyelv picard dialektusának irodalma főként a színművek terén nyújt kiemelkedőt.

## Magyar nyelvű francia irodalomtörténetek
- Nisard D.: A franczia irodalom története I–IV. (ford. Szász Károly), Magyar Tudományos Akadémia Könyvkiadó Hivatala, Budapest, 1878–1880 (elektronikus elérés: REAL-EOD)
- Saintsbury G.: A franczia irodalom története, Athenaeum Irodalmi és Nyomdai R. T., Budapest, 1897, 111 p
- Hegedűs Árpád: A francia irodalom története, Wellisch Béla kiadása, Szentgotthárd, é. n. [1910 körül], 96 p
- G. L. Strachey : A francia irodalom főirányai (ford. Schöpflin Aladár), Franklin-Társulat Magyar Irod. Intézet és Könyvnyomda, Budapest, 1914, 168 p
- Benedek Marcell: A francia irodalom, Athenaeum Irodalmi és Nyomdai R.-T., Budapest, é n. [1920-as évek], 363 p
- Birkás Géza: A francia irodalom története – A legrégibb időktől napjainkig, Szent István Társulat, Budapest, 1927, 314 p
- Győry János: A francia irodalom kis tükre, Magyar Szemle Társaság, Budapest, 1938, 80 p
- Dobossy László: A francia irodalom története I–II., Gondolat Könyvkiadó, Budapest, 1963, 721 p
- Maár Judit (szerk.): A francia irodalom története, ELTE Eötvös Kiadó, Budapest, 2011, ISBN 9789633120446, 944 p
- Halász Katalin: Egy műfaj születése. A középkori francia regény; Kossuth Egyetemi, Debrecen, 1998 (Orbis litterarum)

## Külső hivatkozások
- Francia irodalom műfordításokban Bábel Web Antológia